# Gilberto Silva
Gilberto Aparecido da Silva, cunoscut ca Gilberto Silva (pronunțat în portugheză [ʒiɫˈbeʁtu ˈsiɫvɐ]; n. 7 octombrie 1976, Lagoa da Prata, Brazilia), este un fotbalist brazilian retras din activitate, care a jucat pe post de mijlocaș la echipe ca Arsenal, Atlético Mineiro și Panathinaikos. Pe plan internațional, are prezențe la națională pentru Brazilia.